# Mongolischer Zwerghamster
Der Mongolische Zwerghamster (Allocricetulus curtatus) ist eine zu den Mittelgroßen Zwerghamstern gehörende Art der Hamster. Einige Systematiker ordnen ihn als östliche Unterart dem Eversmann-Zwerghamster zu. Er bewohnt die Wüstensteppe Gobi und angrenzende Steppenregionen der Mongolei und des nördlichen Chinas.
Die Weltnaturschutzunion IUCN stuft ihn als nicht gefährdet ein.
Die Kopf-Rumpf-Länge des Mongolischen Zwerghamsters beträgt 8,5
bis 15,3 Zentimeter. Das Fell ist oberseits gelblich grau und an der Unterseite weiß ohne dunklen Brustfleck. Bei Jungtieren ist die Oberseite aschgrau.
Die Anzahl der Chromosomen beträgt 20.

## Körpermerkmale

### Körpermaße und -gewicht
Der Schwanz des Mongolischen Zwerghamsters ist 17 bis 28 Millimeter lang, die Länge der Hinterpfoten beträgt 14 bis 20 Millimeter und die der Ohrmuscheln 11 bis 18 Millimeter. Das Körpergewicht beträgt 30 bis über 70 Gramm.
| Körpermaße in Millimetern | nach Flint  | nach Smith und Hoffmann | Typusexemplar | nach Allen |
| ------------------------- | ----------- | ----------------------- | ------------- | ---------- |
| Kopf-Rumpf-Länge          | 112 bis 153 | 85 bis 130              | 115           | bis 128    |
| Länge des Schwanzes       | 17 bis 28   | 18 bis 25               | 18            |            |
| Länge der Hinterpfoten    | 16 bis 18   | 14 bis 20               | 17            | 19         |
| Länge der Ohrmuscheln     | 14 bis 18   | 11 bis 17               | 16            |            |
| größte Länge des Schädels |             | 27 bis 33               | 32,6          |            |
| Körpergewicht in Gramm    |             |                         |               |            |
| Körpergewicht             |             | 30 bis 70               |               |            |

1. ↑  Die Angabe bezieht sich auf das größte gefangene Exemplar.
2. ↑  Die
Angabe bezieht sich auf die getrocknete Haut des Typusexemplars mit Krallen.

### Fell und Farbe
Das Fell des Mongolischen Zwerghamsters ist heller als das des Eversmann-Zwerghamsters.
Die Oberseite von der Nase bis zur Schwanzwurzel und seitlich bis zu den Schnurrhaaren, den Backen, den Schultern und der unteren Hüfte ist einheitlich blass-braungelb, gelblich grau oder zimtfarben und gleichmäßig mit feinen Haaren mit schwarzen Spitzen gesäumt. Mittig zwischen Auge und Ohrmuschel erstreckt sich ein undeutlicher, gräulich weißer Streifen von der Kehle über die Backe nach oben. Am vorderen Ansatz der Ohrmuscheln befindet sich ein Büschel weißer Haare und am hinteren Ansatz ein undeutlicher, blass-braungelber Fleck. Die Außenseiten der Ohrmuscheln sind etwas dunkler als der Rücken und dicht mit kurzen weißlichen sowie dunkelbraunen Haaren bedeckt. Die Schnurrhaare und ein schmaler Ring um die Augen sind schwarz.
Die Unterseite einschließlich der Lippen und des Ansatzes der Schnurrhaare, der Unterarme und der Vorderpfoten, der Hinterbeine ab der unteren Hüfte, des Schwanzes sowie der Körperseiten ist weiß. Am Kinn, im oberen Bereich der Kehle, an einem schmalen Bereich mittig zwischen den Vorderbeinen, an den Unterarmen, an den Vorder- und den Hinterpfoten sowie am Schwanz sind die Haare vollständig weiß. Die übrigen Haare der Unterseite sind am Ansatz schiefergrau.
Ein dunkler Brustfleck ist nicht vorhanden oder schwach ausgeprägt.
Bei Jungtieren ist die Oberseite grau bis hell-graubraun und weniger zimtstichig. Der Schwanz ist bei ihnen gewöhnlich vollständig weiß, kann jedoch entlang der Oberseite eine schmale Linie einzelner, dunkler Haare aufweisen.

### Schädel und Gebiss
Der Schädel des Mongolischen-Zwerghamsters ist abgerundet, die Schnauze ist kurz und breit und der Bereich zwischen den Augenhöhlen ist nicht schmal. Das Zwischenscheitelbein ist stark verkleinert und vier- bis fünfmal so breit wie lang. Die Schneidezahnlöcher reichen bis zur Höhe des ersten oberen Backenzahns zurück, die Fossa interpterygoidea ist sehr flach und reicht nicht bis zur Höhe des dritten oberen Backenzahns nach vorn und die Paukenblasen sind stärker aufgebläht als beim Eversmann-Zwerghamster.
Die Zahnhöcker des zweiten und dritten unteren Backenzahns sind deutlich gegeneinander versetzt.
Die größte Schädellänge des Typusexemplars beträgt 32,6 Millimeter, die Basallänge 31 Millimeter und die Palatallänge 17 Millimeter. Die zahnfreie Lücke ist 9,5 Millimeter lang. Die Breite über die Jochbögen beträgt 18 Millimeter, die Breite über die Warzenfortsätze 13,5 Millimeter und die Breite über die vorderen Backenzähne 7 Millimeter. Die obere Backenzahnreihe ist 4,9 Millimeter lang, die untere ist 4,8 Millimeter lang und die Länge des Unterkiefers bis zum Gelenkfortsatz beträgt 20 Millimeter.

### Genetik
Laut Romanenko und Mitarbeitern unterscheidet sich der Karyotyp des Mongolischen Zwerghamsters mit 20 Chromosomen durch sechs Chromosomenverschmelzungen vom angenommenen ursprünglichen Karyotyp der Mittelgroßen Zwerghamster. Die Anzahl der Autosomenarme beträgt 32.

### Wachstum und Entwicklung
Laut Flint beträgt das durchschnittliche Körpergewicht des Mongolischen Zwerghamsters bei der Geburt 2,2 Gramm, nach einem Tag 2,7 Gramm, nach zwei Tagen 3,5 Gramm, nach drei Tagen 4,0 Gramm, nach fünf Tagen 5,5 Gramm, nach sieben Tagen 7,1 Gramm, nach acht Tagen 7,7 Gramm, nach neun Tagen 8,2 Gramm, nach zehn und elf Tagen 8,3 Gramm und nach zwölf Tagen 8,4 Gramm.
Die Jungtiere werden nackt, blind und taub geboren. Die Haut ist bei der Geburt rosig und nach zwei Tagen schwach grau pigmentiert. Nach vier Tagen sind der Kopf und die Kreuzgegend dunkel pigmentiert und nach fünf Tagen die gesamte Oberseite. Die ersten Fellhaare erscheinen zwei Tage nach der Geburt. Nach drei Tagen ist die Kreuzgegend deutlich behaart, nach sechs Tagen ist der Rücken behaart und nach sieben Tagen ist er mit dunkelgrauen Haaren bedeckt. Nach zehn Tagen ist das Fell voll ausgebildet und nach zwölf Tagen sind die Jungtiere oberseits von dunklem, fast schwarzem Fell und am Bauch von weißem Fell bedeckt. Die Pfoten sind nach acht Tagen behaart, die Ohrmuscheln nach zehn Tagen.
Die Schnurrhaare sind bei der Geburt flaumig und nach zwei Tagen gut entwickelt. Die Ohrhöcker sind bei der Geburt fast nicht erkennbar, nach einem Tag sind sie deutlich erkennbar und nach zwei Tagen lösen sich die Ohrmuscheln. Nach sieben Tagen entstehen deren Falten und nach zehn Tagen erhalten die Ohrmuscheln ihre endgültige Form. Der Spalt zwischen den Augenlidern ist nach einem Tag angedeutet und nach drei Tagen deutlich. Nach acht Tagen trennen sich die Augenlider. 14 Tage nach der Geburt sind die Jungtiere noch immer blind und taub.
Die Zehen sind bei der Geburt miteinander verwachsen, beginnen sich nach vier Tagen zu trennen und sind nach sechs Tagen vollständig voneinander getrennt. Die Schneidezähne sind bereits bei der Geburt vorhanden.

## Lebensweise

### Lebensraum und Ernährung
Der Lebensraum des Mongolischen Zwerghamsters sind Sanddünen in Steppen und Halbwüsten.
Er ist nicht an bestimmte Biotope gebunden und kommt in geringer Anzahl überall vor. Zu den in Tuwa bewohnten Biotopen zählen halbfeste Sande mit Erbsenstrauch, Gras-Wermut-Steppen mit und ohne Erbsenstrauch, Nanophyton-Fingerkraut-Wermut-Steppen, Steinsteppen mit Erbsenstrauch sowie Steppen mit Fels und anstehendem Grundgestein.
Daneben bewohnt er Halbwüsten mit Salzpflanzen- und Salzkraut-Gras-Bewuchs.
Bei der Ernährung des Mongolischen Zwerghamsters haben kleine Wirbellose eine wesentliche Bedeutung. An erster Stelle stehen in Tuwa Käfer der Gattungen Pedinus, Blaps, Dicera und Othiorhynchus. Pflanzensamen sind zumindest im Sommer von untergeordneter Bedeutung.
Flint und Golowkin stellten 1958 bei 57 Prozent und 1959 bei 42 Prozent der mit gefüllten Backentaschen in Tuwa gefangenen Hamster pflanzliche Nahrung fest, tierische Nahrung dagegen 1958 bei 71 Prozent und 1959 bei 92 Prozent der Hamster.

### Aktivität und Bau
Der Mongolische Zwerghamster hortet in seinem Bau Nahrung für den Winter und ist dämmerungs- und nachtaktiv. Sein Bau ist sehr einfach, kurz und hat wenige Eingänge.
Er befindet sich häufig am Rand von Luzerne- und Getreidefeldern.
In Tuwa bewohnt er unter anderem die Baue des Mongolischen Pferdespringers, des Langschwanzziesels und des Daurischen Pfeifhasen.

### Fortpflanzung
Die Fortpflanzungsperiode des Mongolischen Zwerghamsters beginnt vermutlich Anfang April. Bei zehn gefangenen Weibchen wurden je dreimal vier und fünf sowie je einmal sechs, sieben, acht und neun Embryonen oder Narben in der Gebärmutter festgestellt. Die tatsächliche Anzahl der Jungtiere je Wurf kann aufgrund von Resorption geringer sein.
Weibchen sind erst ab einem Alter von etwa 1,5 bis 2 Monaten spürbar an der Fortpflanzung beteiligt. Flint und Golowkin verteilten in Tuwa gefangene Weibchen auf drei Gewichtsgruppen und ermittelten den Anteil der trächtigen Weibchen mit 14 Prozent bei den jüngsten Weibchen, mit 44 Prozent bei den etwa 1,5 bis 2 Monate alten Weibchen und mit 88 Prozent bei den älteren Weibchen. Dabei verteilten sich die Weibchen zu 29 Prozent auf die leichte Gewichtsgruppe, zu 33 Prozent auf die mittlere Gewichtsgruppe und zu 38 Prozent auf die schwere Gewichtsgruppe.

## Verbreitung und Bestand
Das Verbreitungsgebiet des Mongolischen Zwerghamsters sind die mongolischen Steppen nördlich und östlich des Altai, das nördliche China
sowie Tuwa in Russland.
In China umfasst das Verbreitungsgebiet den Nordosten Xinjiangs, den Norden Gansus und Ningxias sowie die Innere Mongolei,
in der Mongolei die Große Seensenke, das Tal der Seen, die Nordgobi, den Gobi-Altai, die zentrale Chalcha-Ebene, die Ostgobi, die Dsungarische Gobi und die Trans-Altai-Gobi.
Im Osten kommt er bis zum 116. Längengrad vor. Die Abgrenzung zum weiter westlich verbreiteten Eversmann-Zwerghamster ist nicht eindeutig und die Zuordnung der Funde im Saissanbecken Kasachstans ist umstritten.
In den Roten Listen
der Mongolei
und Chinas
wird der Mongolischen Zwerghamsters als nicht gefährdet eingestuft.
In der Mongolei sind die Populationsgröße und das Verbreitungsgebiet groß und es wurde kein Rückgang der Population festgestellt. Etwa neun Prozent des Verbreitungsgebiets in der Mongolei liegt in Schutzgebieten.

## Nomenklatur und Systematik
Das Typusexemplar des Mongolischen Zwerghamsters, die Haut und der Schädel von einem erwachsenen Männchen mit der Inventarnummer 57873, sammelte Roy Chapman Andrews am 2. Mai 1922 während der dritten Asien-Expedition des American Museum of Natural History am Ereen Nuur in der Inneren Mongolei. Weitere Fundorte gibt Glover Morrill Allen mit „Gun-Burte […], Pang Kiang, Tsagan Nor, Ussuk, Loh“ und „Turin“ an. Er hielt den Mongolischen Zwerghamster für die östlichste Unterart des Grauen Zwerghamsters und beschrieb das Typusexemplar 1925 als Cricetulus migratorius curtatus.
Das Artepithet curtatus leitet sich von lateinisch curtus („verkürzt“) ab.
1940 ordnete Allen den Mongolischen Zwerghamster als Unterart dem Eversmann-Zwerghamster zu,
eine Sichtweise, die von einigen Systematikern geteilt wird
(Ellerman und Morrison-Scott, 1951;
Bannikow, 1954;
Mitina, 1959;
Ellerman und Morrison-Scott, 1966;
Ma und Mitarbeiter, 1987).
Die meisten führen ihn jedoch als eigenständige Art
(Woronzow, 1960;
Flint, 1966;
Piechocki, 1969;
Corbet, 1978;
Corbet und Hill, 1980;
Honacki, 1982;
Nowak und Paradiso, 1983;
Corbet und Hill, 1986;
Pawlinow und Rossolimo, 1987;
Grzimek, 1988;
Corbet und Hill, 1991;
Nowak, 1991;
Musser und Carleton, 1993;
Gromow und Jerbajewa, 1995;
Pawlinow und Mitarbeiter, 1995;
Pawlinow und Rossolimo, 1998;
Nowak, 1999;
Pawlinow, 2003;
Musser und Carleton, 2005).
Musser und Carleton halten eine erneute Betrachtung für notwendig, um den Status als eigenständige Art zu bestätigen.

## Mongolischer Zwerghamster und Mensch
Die Bedeutung des Mongolischen Zwerghamsters für den Menschen ist gering und er ist unzureichend erforscht.
Er ist in ländlichen Gebäuden und Behausungen wie Jurten und Lagerschuppen anzutreffen.
Laut Kutscheruk entfielen 1942 in der mongolischen Ortschaft Solonkär 33 Prozent aller gefangenen Nagetiere auf den Mongolischen Zwerghamster, 1944 waren es 54,6 Prozent.
Bei einem Hamster in der Mongolei wurden Pesterreger gefunden.
Eine mögliche Gefährdung des Lebensraums besteht durch Grasen einer zunehmenden Anzahl Viehs. Der Mongolische Zwerghamster ist durch das Austrocknen von Wasserquellen sowie Dürren bedroht, jedoch ist unklar, ob dies natürliche oder durch menschliche Aktivitäten verursachte Umweltveränderungen sind.
Laut Piechocki verhalten sich gefangene Mongolische Zwerghamster in der Hand völlig ruhig und versuchen nicht zu beißen.
Als deutscher Trivialname wird „Mongolischer Zwerghamster“ verwendet
(Flint, 1966;
Piechocki, 1969;
Grzimek, 1988).